# Woodstock (Vermont)
Woodstock es un municipio ubicado en el condado de Windsor, Vermont, Estados Unidos. Tiene una población estimada, a mediados de 2022, de 3038 habitantes.
Es la sede del condado.

## Geografía
La localidad está ubicada en las coordenadas 43°35′40″N 72°32′54″O / 43.59444, -72.54833 (43.594377, -72.548279).

## Demografía
Según el censo de 2000, en ese momento los ingresos medios de los hogares de la localidad eran de $47,143 y los ingresos medios de las familias eran de $57,330. Los hombres tenían ingresos medios por $33,229 frente a los $26,769 que percibían las mujeres. Los ingresos per cápita para la localidad eran de $28,326. Alrededor del 6.4% de la población estaba por debajo de la línea de pobreza.
De acuerdo con la estimación 2017-2021 de la Oficina del Censo, los ingresos medios de los hogares de la localidad son de $104,716 y los ingresos medios de las familias son de $128,075. Alrededor del 3.5% de la población está por debajo de la línea de pobreza.